# Diocesi di San Miniato

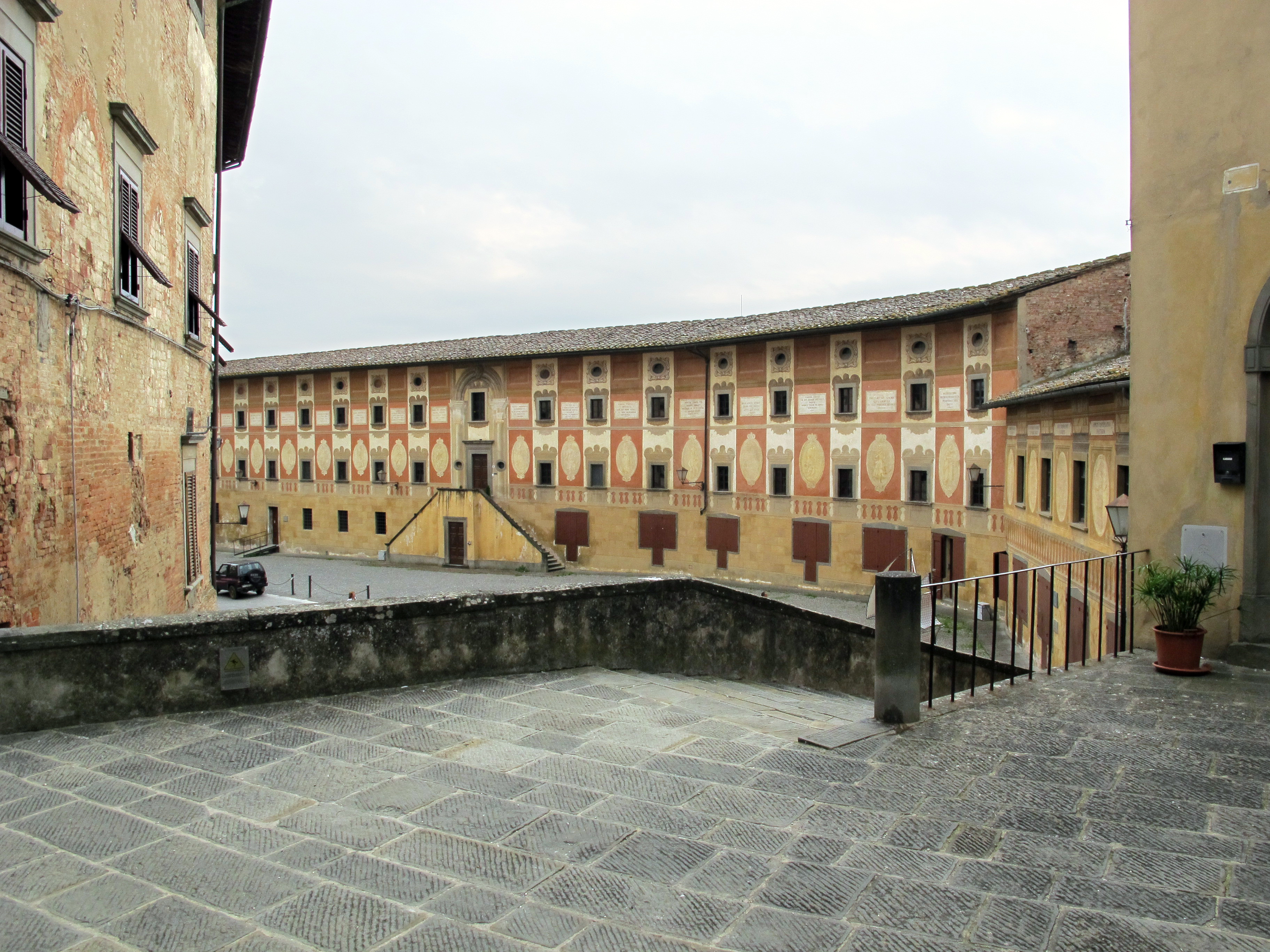
Il palazzo del seminario.

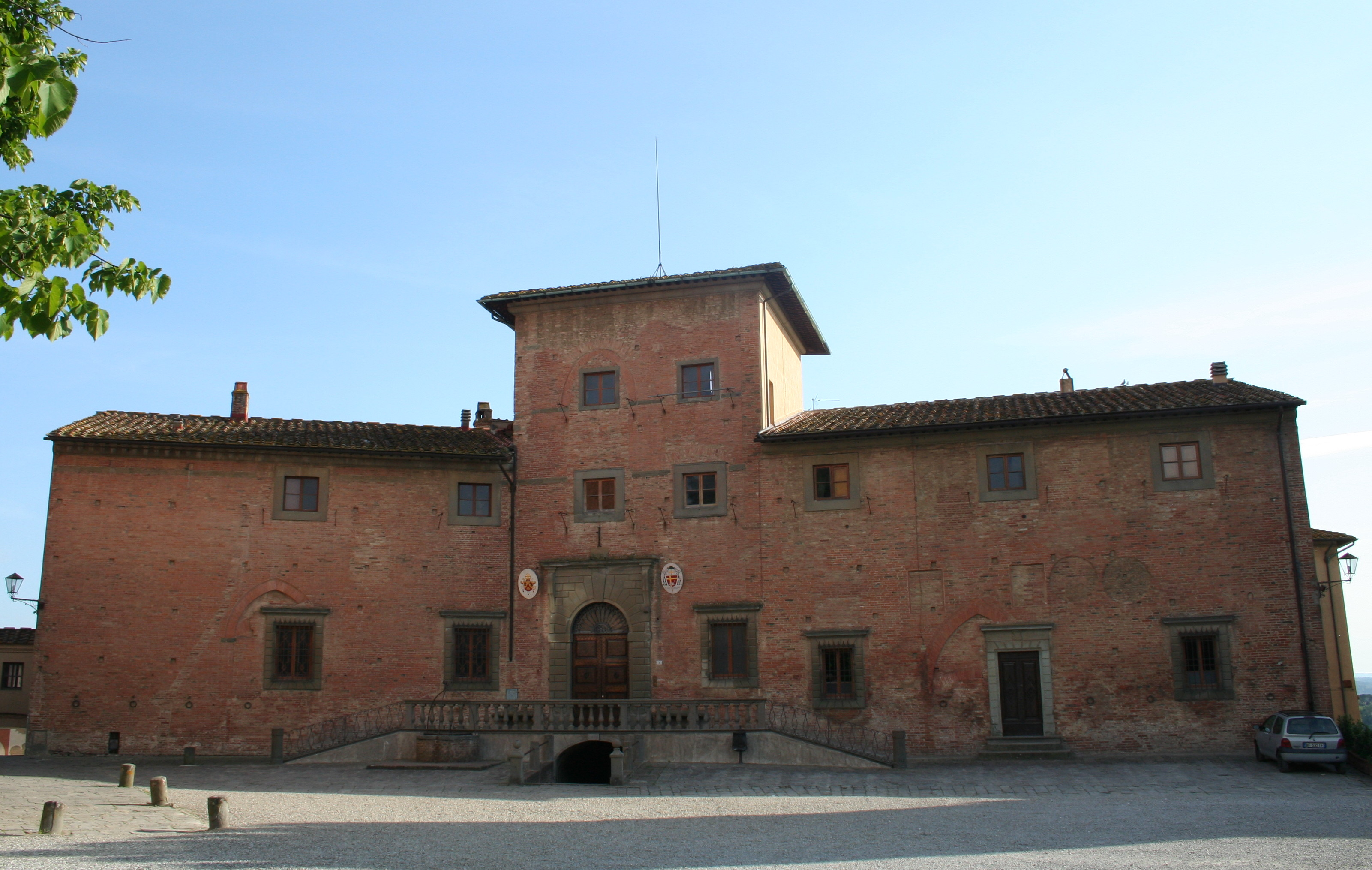
Il palazzo vescovile.

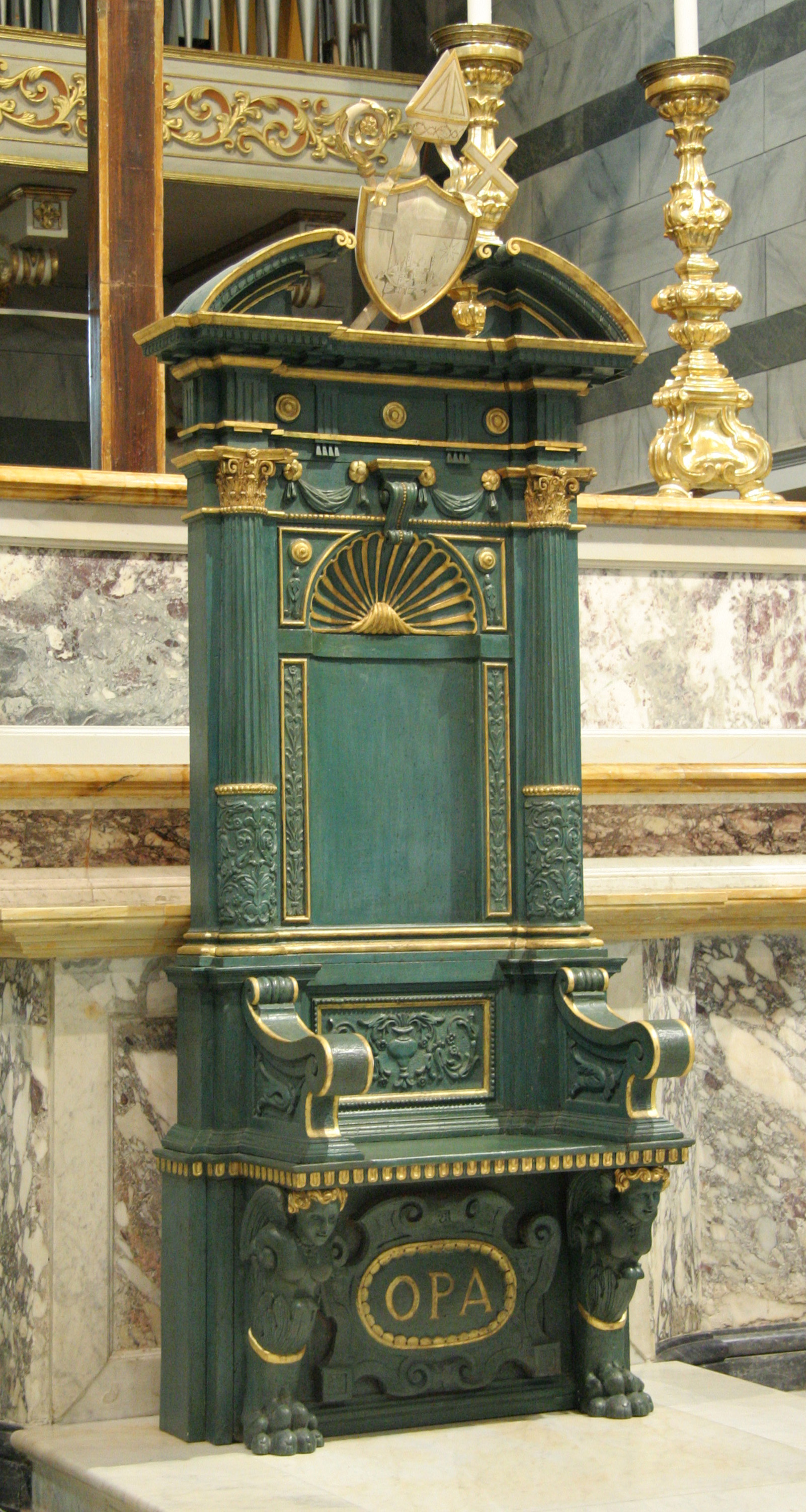
La cattedra episcopale

La diocesi di San Miniato (in latino Dioecesis Sancti Miniati) è una sede della Chiesa cattolica in Italia suffraganea dell'arcidiocesi di Firenze appartenente alla regione ecclesiastica Toscana. Nel 2022 contava 166.948 battezzati su 178.734 abitanti. È retta dal vescovo Giovanni Paccosi.
Patrono principale della diocesi è san Genesio martire, patrono secondario è san Miniato, protomartire fiorentino.

## Territorio
La diocesi comprende 18 comuni della città metropolitana di Firenze e delle province di Pisa e Pistoia. Comprende per intero i territori comunali di Capannoli, Casciana Terme Lari, Castelfranco di Sotto, Cerreto Guidi, Larciano, Montopoli in Val d'Arno, Ponsacco, San Miniato, Santa Croce sull'Arno e Santa Maria a Monte; e in parte i comuni di Crespina Lorenzana, Empoli, Fauglia, Fucecchio, Montaione, Palaia, Pontedera, Terricciola e Vinci.
Sede vescovile è la città di San Miniato, dove si trova la cattedrale di Santa Maria Assunta e di San Genesio.

### Parrocchie e vicariati
Il territorio si estende su 691 km² ed è suddiviso in 4 vicariati, che a loro volta si suddividono in 21 unità pastorali e 91 parrocchie.
- Il primo vicariato comprende le parrocchie dei comuni di San Miniato e di Montopoli in Val d'Arno; quelle di Brusciana, Pianezzoli e Ponte a Elsa (Bastia), frazioni di Empoli; quella di Collegalli, frazione di Montaione, e quelle di La Rotta e Montecastello, frazioni di Pontedera.
- Il secondo vicariato comprende le parrocchie dei comuni di Palaia[1], Capannoli, Fauglia[2] Ponsacco e Casciana Terme Lari; quelle di Soiana e Selvatelle, frazioni di Terricciola; quelle di Gello e Treggiaia, frazioni di Pontedera; e le parrocchie di Crespina, Cenaia e Tripalle, frazioni del comune di Crespina Lorenzana.
- Il terzo vicariato comprende le parrocchie dei comuni di Castelfranco di Sotto, Santa Croce sull'Arno e Santa Maria a Monte; e la frazione San Donato del comune di San Miniato;
- Il quarto vicariato comprende le parrocchie dei comuni di Cerreto Guidi e di Fucecchio[3]; quelle di Apparita e Streda nel comune di Vinci; e la parrocchia di Marcignana del comune di Empoli.

### Santuari diocesani
Sono riconosciuti come santuari diocesani le seguenti chiese:
- santuario della Madre dei Bimbi a Cigoli
- santuario di Maria Madre della Divina Grazia a San Romano
- santuario del Santissimo Crocifisso di Castelvecchio
- santuario di Santa Liberata a Cerreto Guidi
- santuario della Madonna delle Querce a Querce di Fucecchio
- santuario della Madonna delle Grazie a Santa Croce sull'Arno
- santuario di Santa Maria delle Vedute in località Vedute di Fucecchio
- santuario della Santissima Annunziata a Capannoli
- santuario della Madonna di Ripaia a Treggiaia di Pontedera

## Storia
San Miniato è menzionata per la prima volta nell'VIII secolo in una pergamena del 788, a proposito di un oratorio dedicato a san Miniato dipendente dalla pieve di San Genesio. Nel 1248 la pieve di San Genesio, con il suo capitolo, fu trasferita a San Miniato nella chiesa di Santa Maria. Successivamente la chiesa pievana fu elevata al rango di collegiata e nel 1526, in forza della bolla Romanus Pontifex di papa Clemente VII, il suo prevosto ottenne l'uso delle insegne pontificali.
Nel 1408 la repubblica di Firenze aveva già l'intenzione di erigere una diocesi a San Miniato, per sottrarla alla giurisdizione dell'arcidiocesi di Lucca. Il progetto tuttavia andò in porto solo due secoli dopo, soprattutto grazie all'interessamento di Maria Maddalena d'Austria, vedova di Cosimo II de' Medici. La diocesi fu eretta il 5 dicembre 1622 con la bolla Pro excellenti di papa Gregorio XV, ricavandone il territorio dall'arcidiocesi di Lucca, per un totale di 118 parrocchie dell'epoca. L'antica collegiata fu elevata al rango di cattedrale sotto il titolo di Santa Maria Assunta e San Genesio. Le parrocchie sottratte alla sede di Lucca corrispondevano a quelle che si trovavano nel territorio del Granducato di Toscana; in questo modo i confini ecclesiastici vennero a coincidere con i confini civili tra la repubblica di Lucca e il Granducato. La nuova diocesi fu sottomessa alla provincia ecclesiastica dell'arcidiocesi di Firenze.
Al territorio della nuova diocesi fu aggregata anche l'abbazia vallombrosana di San Salvatore di Fucecchio, con le sue dipendenze, che era esente dalla giurisdizione degli arcivescovi di Lucca e sottomessa direttamente all'abbadessa del monastero delle clarisse di Santa Maria di Gattaiola che vi esercitava giurisdizione quasi episcopale, a tal punto che era chiamata «l'episcopessa di Fucecchio».
Il primo vescovo fu il canonico fiorentino Francesco Nori, che venne eletto solamente nel marzo del 1624 e prese possesso della nuova diocesi il 13 agosto dello stesso anno. Gli succedette Alessandro Strozzi, già vescovo di Andria, che indisse il primo sinodo diocesano nel 1638. Nel 1650 il vescovo Angelo Pichi istituì il seminario, a cui fu data una sede definitiva nel 1685 e fu ampliato nel secolo successivo. Grande premura pastorale ebbero i primi prelati di San Miniato, tramite frequenti sinodi e visite pastorali, in un territorio che per secoli aveva raramente ricevuto visite da Lucca.
Nel 1727 la diocesi cedette il territorio di Altopascio a favore della neoeretta diocesi di Pescia.
Alla fine dell'Settecento il vescovo Francesco Brunone Fazzi appoggiò le riforme introdotte dal granduca Leopoldo II d'Asburgo-Lorena, ma si oppose decisamente «al disegno di costituire una Chiesa nazionale toscana di stampo giansenista» Tra i vescovi successivi sono da ricordare Torello Romolo Pierazzi, che istituì la biblioteca del seminario e la cassa di risparmio; e il vescovo Pio Alberto del Corona, dichiarato beato da papa Francesco nel 2014.
Con il vescovo Carlo Falcini ebbe iniziò la pubblicazione del bollettino diocesano (nel 1911), mentre con il suo successore Ugo Giubbi fu istituita l'Azione Cattolica e il settimanale diocesano La domenica; allo stesso vescovo si deve la celebrazione del primo congresso eucaristico diocesano.
A partire dalla seconda metà del Novecento la diocesi vive una profonda crisi vocazionale con una drastica riduzione del clero attivo, con la conseguente riduzione delle parrocchie e l'affidamento di più comunità parrocchiali ad un unico sacerdote.

## Istituzioni culturali diocesane
Il museo diocesano d'arte sacra è stato inaugurato nel 1966 negli spazi dell'antica sacrestia, attigua alla cattedrale di San Miniato, ed il suo allestimento è stato riorganizzato nel 2000 con l'obiettivo di valorizzare la storia della città e del suo territorio. Il museo conserva opere d'arte e suppellettile liturgica proveniente sia dal duomo, sia da altre chiese del territorio diocesano. Inoltre, sono esposti dipinti del XVII secolo pervenuti dalla donazione (1910) del cardinale Alessandro Sanminiatelli Zabarella alla canonica di Montecastello di Pontedera.
La biblioteca del seminario vescovile nasce con la fondazione del seminario a metà del Seicento e si è venuta a costituire attorno al suo nucleo originario composta dalla libreria del canonico Vincenzo Maccanti, acquistata dal vescovo Angelo Pichi, accresciuta nel tempo da numerose donazioni e grazie agli acquisti periodici volute dai rettori del seminario. Ma fu soprattutto merito del vescovo Torello Romolo Pierazzi l'aver dato una sua definitiva collocazione alla biblioteca all'interno del palazzo del seminario; alla sua morte, nel 1851, oltre 4.000 volumi di sua proprietà arricchirono ulteriormente il fondo librario. Oggi la biblioteca è costituita da due fondi, antico e moderno, per un totale di oltre 30.000 volumi.
Il palazzo vescovile ospita l'archivio storico della diocesi, la cui ultima sistemazione fu voluta dal vescovo Paolo Ghizzoni (1972-1986). Parte dei fondi andarono distrutti in seguito al bombardamento del 22 luglio 1944.

## Cronotassi dei vescovi
Si omettono i periodi di sede vacante non superiori ai 2 anni o non storicamente accertati.
- Francesco Nori † (11 marzo 1624 - 30 dicembre 1631 deceduto)
- Alessandro Strozzi † (8 marzo 1632 - 28 agosto 1648 deceduto)
- Angelo Pichi † (23 novembre 1648 - 12 dicembre 1653 deceduto)
- Pietro Frescobaldi † (19 ottobre 1654 - 11 dicembre 1654 deceduto)
- Giovan Battista Barducci † (26 giugno 1656 - 17 settembre 1661 deceduto)
- Mauro Corsi, O.S.B.Cam. † (31 luglio 1662 - 30 dicembre 1680 deceduto)
- Jacopo Antonio Morigia, B. † (1º settembre 1681 - 15 febbraio 1683 nominato arcivescovo di Firenze)
- Michele Carlo Visdomini Cortigiani † (24 marzo 1683 - 15 gennaio 1703 nominato vescovo di Pistoia e Prato)
- Giovanni Francesco Maria Poggi, O.S.M. † (19 febbraio 1703 - 14 aprile 1719 deceduto)
- Andrea Luigi Cattani † (4 marzo 1720 - 28 ottobre 1734 deceduto)
- Giuseppe Suares de la Concha † (26 gennaio 1735 - 27 ottobre 1754 deceduto)
- Domenico Poltri † (4 agosto 1755 - 30 settembre 1778 deceduto)
- Francesco Brunone Fazzi † (12 luglio 1779 - 22 gennaio 1806 deceduto)
- Pietro Fazzi † (6 ottobre 1806 - 25 agosto 1832 deceduto)
- Torello Romolo Pierazzi † (23 giugno 1834 - 31 gennaio 1851 deceduto)
  - Sede vacante (1851-1854)
- Francesco Maria Alli Maccarani † (30 novembre 1854 - 10 aprile 1863 deceduto)
  - Sede vacante (1863-1867)
- Annibale Barabesi † (22 febbraio 1867 - 2 febbraio 1897 deceduto)
- Beato Pio Alberto del Corona, O.P. † (2 febbraio 1897 succeduto - 30 agosto 1907 dimesso[9])
- Carlo Falcini † (30 agosto 1907 - 13 gennaio 1928 deceduto)
- Ugo Giubbi † (13 luglio 1928 - 23 settembre 1946 deceduto)
- Felice Beccaro † (26 novembre 1946 - 9 febbraio 1972 deceduto)
- Paolo Ghizzoni † (15 aprile 1972 - 11 giugno 1986 deceduto)
- Edoardo Ricci † (27 febbraio 1987 - 6 marzo 2004 ritirato)
- Fausto Tardelli (6 marzo 2004 - 8 ottobre 2014 nominato vescovo di Pistoia)
- Andrea Migliavacca (5 ottobre 2015 - 15 settembre 2022 nominato vescovo di Arezzo-Cortona-Sansepolcro)[10]
- Giovanni Paccosi, dal 24 dicembre 2022

## Statistiche
La diocesi nel 2022 su una popolazione di 178.734 persone contava 166.948 battezzati, corrispondenti al 93,4% del totale.
| anno | popolazione | popolazione | popolazione | presbiteri | presbiteri | presbiteri | presbiteri                | diaconi | religiosi | religiosi | parrocchie |
| anno | battezzati  | totale      | %           | numero     | secolari   | regolari   | battezzati per presbitero | diaconi | uomini    | donne     | parrocchie |
| ---- | ----------- | ----------- | ----------- | ---------- | ---------- | ---------- | ------------------------- | ------- | --------- | --------- | ---------- |
| 1950 | 133.208     | 133.228     | 100,0       | 174        | 155        | 19         | 765                       |         | 27        | 282       | 109        |
| 1970 | 134.500     | 134.800     | 99,8        | 158        | 133        | 25         | 851                       |         | 29        | 260       | 107        |
| 1980 | 144.390     | 145.034     | 99,6        | 125        | 110        | 15         | 1.155                     |         | 17        | 253       | 107        |
| 1990 | 147.205     | 148.685     | 99,0        | 106        | 95         | 11         | 1.388                     | 1       | 12        | 168       | 91         |
| 1999 | 151.403     | 152.826     | 99,1        | 94         | 79         | 15         | 1.610                     | 4       | 16        | 137       | 90         |
| 2000 | 151.349     | 152.398     | 99,3        | 92         | 78         | 14         | 1.645                     | 4       | 15        | 123       | 90         |
| 2001 | 153.258     | 154.454     | 99,2        | 77         | 64         | 13         | 1.990                     | 4       | 14        | 122       | 90         |
| 2002 | 152.884     | 154.937     | 98,7        | 78         | 62         | 16         | 1.960                     | 5       | 18        | 103       | 90         |
| 2003 | 151.419     | 154.937     | 97,7        | 71         | 56         | 15         | 2.132                     | 4       | 16        | 135       | 91         |
| 2004 | 156.537     | 158.355     | 98,9        | 86         | 71         | 15         | 1.820                     | 4       | 16        | 115       | 91         |
| 2010 | 158.000     | 170.142     | 92,9        | 79         | 62         | 17         | 2.000                     | 11      | 21        | 108       | 91         |
| 2014 | 161.000     | 176.794     | 91,1        | 79         | 60         | 19         | 2.037                     | 10      | 24        | 98        | 91         |
| 2017 | 166.371     | 178.195     | 93,4        | 79         | 58         | 21         | 2.105                     | 9       | 23        | 93        | 91         |
| 2020 | 165.394     | 178.734     | 92,5        | 77         | 61         | 16         | 2.147                     | 12      | 18        | 83        | 91         |
| 2022 | 166.948     | 178.734     | 93,4        | 74         | 58         | 16         | 2.256                     | 13      | 17        | 80        | 91         |

## Comunità religiose
In diocesi, all'inizio del 2018, erano presenti i seguenti istituti religiosi:
Comunità maschili
- Trappisti
- Ordine dei frati minori
- Istituto Id di Cristo Redentore
- Ordine dei carmelitani scalzi

- Preti del Sacro Cuore di Gesù di Bétharram
- Servi del Cuore Immacolato di Maria
- Apostoli di Gesù
- Istituto missionario degli Amici di Cristo

Comunità femminili
- Monache clarisse
- Monache agostiniane
- Istituto Id di Cristo Redentore
- Piccole figlie di San Giuseppe
- Piccole missionarie del Sacro Cuore
- Suore carmelitane teresiane
- Suore del Divino Amore
- Suore del Sacro Cuore di Gesù

- Suore di San Giuseppe Benedetto Cottolengo
- Suore domenicane
- Figlie di Sant'Anna
- Figlie della Regina degli Apostoli
- Figlie di Nazareth
- Suore francescane dell'Immacolata
- Suore francescane terziarie regolari
- Salesiane oblate del Sacro Cuore di Gesù